# Cincinnati Masters 2003 - Qualificazioni singolare
Le qualificazioni del singolare  del Cincinnati Masters 2003 sono state un torneo di tennis preliminare per accedere alla fase finale della manifestazione. I vincitori dell'ultimo turno sono entrati di diritto nel tabellone principale. In caso di ritiro di uno o più giocatori aventi diritto a questi sono subentrati i lucky loser, ossia i giocatori che hanno perso nell'ultimo turno ma che avevano una classifica più alta rispetto agli altri partecipanti che avevano comunque perso nel turno finale.
Le qualificazioni del torneoCincinnati Masters  2003 prevedevano 32 partecipanti di cui 8 sono entrati nel tabellone principale.

## Teste di serie
1. Nicolás Massú (ultimo turno)
2. Sargis Sargsian (ultimo turno)
3. Alberto Martín (primo turno)
4. Antony Dupuis (primo turno)
5. Nicolas Kiefer (ultimo turno)
6. Stefan Koubek (Qualificato)
7. Mario Ančić (primo turno)
8. Hicham Arazi (Qualificato)

1. Tomáš Zíb (primo turno)
2. Wayne Arthurs (Qualificato)
3. Victor Hănescu (ultimo turno)
4. Assente
5. Alexander Popp (ultimo turno)
6. Wesley Moodie (Qualificato)
7. Scott Draper (Qualificato)
8. Robert Kendrick (Qualificato)

## Qualificati
1. Noam Okun
2. Wayne Arthurs
3. Fernando Verdasco
4. Robert Kendrick

1. Scott Draper
2. Stefan Koubek
3. Wesley Moodie
4. Hicham Arazi

## Tabellone

### Legenda
| - Q = Qualificato - WC = Wild card - LL = Lucky loser | - ALT = Alternate - SE = Special Exempt - PR = Protected Ranking | - w/o = Walkover - r = Ritirato - d = Squalificato |

### Sezione 1
|  | Primo turno    | Primo turno    | Primo turno   | Primo turno | Primo turno |  |  | Ultimo turno | Ultimo turno  | Ultimo turno  | Ultimo turno | Ultimo turno |  |
|  |                |                |               |             |             |  |  |              |               |               |              |              |  |
|  | 1              | Nicolás Massú  | Nicolás Massú | 6           | 6           |  |  |              |               |               |              |              |  |
|  |                | Rajeev Ram     | Rajeev Ram    | 4           | 4           |  |  | 1            | Nicolás Massú | Nicolás Massú | 3            | 4            |  |
|  | Noam Okun      | Noam Okun      | 2             | 6           | 6           |  |  |              | Noam Okun     | Noam Okun     | 6            | 6            |  |
|  | Frank Dancevic | Frank Dancevic | 6             | 3           | 3           |  |  |              |               |               |              |              |  |

### Sezione 2
|  | Primo turno | Primo turno     | Primo turno     | Primo turno | Primo turno |  |  | Ultimo turno | Ultimo turno    | Ultimo turno | Ultimo turno | Ultimo turno |  |
|  |             |                 |                 |             |             |  |  |              |                 |              |              |              |  |
|  | 2           | Sargis Sargsian | Sargis Sargsian | 6           | 6           |  |  |              |                 |              |              |              |  |
|  |             | Igor' Kunicyn   | Igor' Kunicyn   | 3           | 3           |  |  | 2            | Sargis Sargsian | 6            | 64           | 4            |  |
|  | 10          | Wayne Arthurs   | Wayne Arthurs   | 6           | 6           |  |  | 10           | Wayne Arthurs   | 2            | 7            | 6            |  |
|  |             | Peter Luczak    | Peter Luczak    | 2           | 4           |  |  |              |                 |              |              |              |  |

### Sezione 3
|  | Primo turno | Primo turno       | Primo turno       | Primo turno | Primo turno |  |  | Ultimo turno | Ultimo turno      | Ultimo turno      | Ultimo turno | Ultimo turno |  |
|  |             |                   |                   |             |             |  |  |              |                   |                   |              |              |  |
|  |             | Fernando Verdasco | Fernando Verdasco | 6           | 6           |  |  |              |                   |                   |              |              |  |
|  | 3           | Alberto Martín    | Alberto Martín    | 2           | 2           |  |  |              | Fernando Verdasco | Fernando Verdasco | 6            | 6            |  |
|  | 13          | Alexander Popp    | 68                | 6           | 6           |  |  | 13           | Alexander Popp    | Alexander Popp    | 4            | 3            |  |
|  |             | Prakash Amritraj  | 7                 | 1           | 4           |  |  |              |                   |                   |              |              |  |

### Sezione 4
|  | Primo turno | Primo turno      | Primo turno     | Primo turno | Primo turno |  |  | Ultimo turno | Ultimo turno     | Ultimo turno | Ultimo turno | Ultimo turno |  |
|  |             |                  |                 |             |             |  |  |              |                  |              |              |              |  |
|  |             | Jeff Salzenstein | 6               | 65          | 6           |  |  |              |                  |              |              |              |  |
|  | 4           | Antony Dupuis    | 3               | 7           | 3           |  |  |              | Jeff Salzenstein | 5            | 6            | 64           |  |
|  | 16          | Robert Kendrick  | Robert Kendrick | 7           | 6           |  |  | 16           | Robert Kendrick  | 7            | 4            | 7            |  |
|  |             | Ivo Heuberger    | Ivo Heuberger   | 62          | 4           |  |  |              |                  |              |              |              |  |

### Sezione 5
|  | Primo turno | Primo turno        | Primo turno        | Primo turno | Primo turno |  |  | Ultimo turno | Ultimo turno   | Ultimo turno | Ultimo turno | Ultimo turno |  |
|  |             |                    |                    |             |             |  |  |              |                |              |              |              |  |
|  | 5           | Nicolas Kiefer     | Nicolas Kiefer     | 6           | 6           |  |  |              |                |              |              |              |  |
|  |             | John-Paul Fruttero | John-Paul Fruttero | 3           | 4           |  |  | 5            | Nicolas Kiefer | 7            | 68           | 0            |  |
|  | 15          | Scott Draper       | Scott Draper       | 7           | 6           |  |  | 15           | Scott Draper   | 5            | 7            | 6            |  |
|  |             | Harel Levy         | Harel Levy         | 64          | 2           |  |  |              |                |              |              |              |  |

### Sezione 6
|  | Primo turno | Primo turno         | Primo turno         | Primo turno | Primo turno |  |  | Ultimo turno | Ultimo turno   | Ultimo turno   | Ultimo turno | Ultimo turno |  |
|  |             |                     |                     |             |             |  |  |              |                |                |              |              |  |
|  | 6           | Stefan Koubek       | Stefan Koubek       | 6           | 7           |  |  |              |                |                |              |              |  |
|  |             | Jan Vacek           | Jan Vacek           | 3           | 5           |  |  | 6            | Stefan Koubek  | Stefan Koubek  | 6            | 6            |  |
|  | 11          | Victor Hănescu      | Victor Hănescu      | 6           | 6           |  |  | 11           | Victor Hănescu | Victor Hănescu | 3            | 3            |  |
|  |             | Stefano Pescosolido | Stefano Pescosolido | 4           | 4           |  |  |              |                |                |              |              |  |

### Sezione 7
|  | Primo turno | Primo turno    | Primo turno | Primo turno | Primo turno |  |  | Ultimo turno | Ultimo turno  | Ultimo turno  | Ultimo turno | Ultimo turno |  |
|  |             |                |             |             |             |  |  |              |               |               |              |              |  |
|  |             | Jiří Vaněk     | Jiří Vaněk  | 6           | 6           |  |  |              |               |               |              |              |  |
|  | 7           | Mario Ančić    | Mario Ančić | 4           | 4           |  |  |              | Jiří Vaněk    | Jiří Vaněk    | 62           | 4            |  |
|  | 14          | Wesley Moodie  | 6           | 3           | 7           |  |  | 14           | Wesley Moodie | Wesley Moodie | 7            | 6            |  |
|  |             | Michaël Llodra | 3           | 6           | 65          |  |  |              |               |               |              |              |  |

### Sezione 8
|  | Primo turno | Primo turno        | Primo turno   | Primo turno | Primo turno |  |  | Ultimo turno | Ultimo turno | Ultimo turno | Ultimo turno | Ultimo turno |  |
|  |             |                    |               |             |             |  |  |              |              |              |              |              |  |
|  | 8           | Hicham Arazi       | Hicham Arazi  | 7           | 7           |  |  |              |              |              |              |              |  |
|  |             | Ramón Delgado      | Ramón Delgado | 6           | 5           |  |  | 8            | Hicham Arazi | Hicham Arazi | 6            | 7            |  |
|  |             | Tomáš Zíb          | 64            | 7           | 6           |  |  |              | Tomáš Zíb    | Tomáš Zíb    | 2            | 65           |  |
|  | 9           | Davide Sanguinetti | 7             | 6(1)        | 3           |  |  |              |              |              |              |              |  |